# Kilan
Kilan es una pequeña ciudad al este de Teherán, Irán (35,4 N 52,1 E).
El nombre de Kilan significa, según sus nativos, "lugar de reyes". En la zona montañosa de Kilan, se encontraron restos de personas que viven allí alrededor de dieciocho mil años atrás. Las montañas alrededor de la ciudad, como Dar Ali, están dispersos, con restos de la Era Terciaria. A partir de 2006, hay alrededor de 3000 habitantes, con una inteligencia muy alta. Aunque no se muestra inmediatamente por su estilo de vida sencillo, es claro por el hecho de que no hay un alfabeto, el 75 por ciento de los habitantes de la ciudad tienen grados académicos. En los Estados Unidos de América más de 250 personas trabajan en las universidades e incluso de 2 trabajos en la NASA. Algunas personas de esa ciudad se trasladó todo el mundo, y llevan el apellido Kilani. El último nombre Kilani se encuentra en Hawái, la isla de Chipre, y África del Norte todas las cruzadas de Oriente Medio.
- Datos: Q720283
- Multimedia: Kilan / Q720283